# 함평역
시 역}}
함평역(Hampyeong station, 咸平驛)은 전라남도 함평군 학교면 영산로에 있는 호남선의 철도역이다. ITX-새마을, 무궁화호, 일부 ITX-마음이 정차하나 함평나비축제 기간에는 KTX와 SRT도 임시로 정차한다.
본래 역이 위치한 학교면에서 이름을 딴 학교역(鶴橋驛)이라는 이름이었으나, 지역의 대표성을 감안해 2001년 현재의 이름으로 바뀌었다.

## 연혁
- 1913년 5월 15일 : 학교역(鶴橋驛)이라는 이름의 보통역으로 개업[1]
- 1927년 1월 : 함평궤도 영업 개시
- 1960년 10월 : 함평궤도 영업 중지, 함평궤도 폐선
- 1973년 3월 26일 : 민수용 무연탄 도착취급역 지정[2]
- 1982년 10월 20일 : 역사 신축
- 2001년 12월 13일 : 역사 신축 이전과 함께 함평역(咸平驛)으로 역명 변경[3]
- 2006년 5월 1일 : 소화물 취급 중지
- 2017년 12월 18일 : 화물 취급 중지[4]
- 2023년 9월 1일 : ITX-마음 운행 개시

## 열차 정보
이 역은 주중에 정차하는 ITX-마음은 주말에 정차하는 ITX-마음이 다르니 주의해야 한다.
주중
상행: 1161(용산발 목포행), 1162(용산발 목포행)
주말
하행  1162(목포발 용산행)

## 역 구조
2면 2선의 쌍섬식 승강장으로 운용된다.

### 승강장
| ↑ 다시          |
| １２ \| ３４ \| |
| 무안 ↓          |

| 1・2 | 호남선 | 용산 · 영등포 · 안양 · 수원 · 평택 · 천안 방면 |
| 3・4 | 호남선 | 무안 · 몽탄 · 일로 · 임성리 · 목포 방면        |

## 인접한 역
| 호남선                        | 호남선                 | 호남선                   |
| ----------------------------- | ---------------------- | ------------------------ |
| 나주 용산 방면                | ITX-새마을 호남선      | 몽탄 목포 방면           |
| 나주 용산 방면                | ITX-마음 호남선        | 일로 목포 방면           |
| 다시 용산·광주 방면 부전 방면 | 무궁화호 호남선 경전선 | 무안 목포 방면 목포 방면 |

## 연계 교통
함평군민교통 소속의 버스가 20~30분 간격으로 정차한다.
현재 이 노선들은 교통카드 사용이 불가하다.